# Poljana Lekenička
Poljana Lekenička is een plaats in de gemeente Lekenik in de Kroatische provincie Sisak-Moslavina. De plaats telt 278 inwoners (2001).